# FC Wil
Der FC Wil (vollständiger Name: FC Wil 1900) ist ein Schweizer Fussballverein, der um das Jahr 1900 gegründet wurde. Seinen Sitz hat er in der Stadt Wil im Kanton St. Gallen. 2004 gewann der Verein den Schweizer Cup, stieg zugleich aber in die zweithöchste Liga ab, wo er seither spielt.
Neben der ersten Herrenmannschaft spielt ausserdem das Frauenteam der Wiler in der zweithöchsten Liga der Frauen. Seit 2022 spielt auch eine Wiler Mannschaft in der höchsten Futsalliga der Schweiz.

## Vereinsdaten
- Vereinsfarben: Schwarz/Weiss

### Erfolge
- Männer
  - Schweizer Cup: 2004
  - NLB-Meister: 2 (1998, 2001)
  - Aufstieg in die NLA: 2002
- Frauen
  - NLB-Meisterinnen: 2024

### Namen, Spielklassen, Cups
- 1900 Gründung als FC Stella
- 1902 Umbenennung in FC Fors
- 1907 Umbenennung in FC Wil
- 1991–1993 Aufstieg von der 2. Liga in die NLB und Teilnahme Aufstiegsrunde Nationalliga A unter dem Trainer Christian Gross
- 2002 Aufstieg in die NLA
- 2003 Teilnahme am UI-Cup
- 2004 Schweizer Cupsieger, Teilnahme am UEFA-Cup, gleichzeitig Abstieg in die Challenge League

## Geschichte

### Vorgeschichte und Gründung
| Saison  | Liga            | Platz | Tore  | Punkte | Cup               |
| ------- | --------------- | ----- | ----- | ------ | ----------------- |
| 1919/20 | Serie B         | 7     | 9:36  | 6      | (erst ab 1925)    |
| 1920/21 | Serie B         | 1     | 14:6  | 9      | (erst ab 1925)    |
| 1921/22 | Serie B         | 5     | 9:22  | 8      | (erst ab 1925)    |
| 1922/23 | Serie Promotion | 7     | 27:38 | 13     | (erst ab 1925)    |
| 1949/50 | 1. Liga         | 2     | 53:29 | 32     | Achtelfinal       |
| 1950/51 | 1. Liga         | 3     | 50:29 | 27     | Achtelfinal       |
| 1951/52 | 1. Liga         | 1     | 82:18 | 39     | 1/16-Final        |
| 1952/53 | NLB             | 8     | 36:36 | 21     | 1/16-Final        |
| 1953/54 | NLB             | 13    | 32:62 | 17     | Achtelfinal       |
| 1954/55 | 1. Liga         | 4     | 38:33 | 25     | 3. Runde          |
| 1955/56 | 1. Liga         | 4     | 40:36 | 23     | 3. Runde          |
| 1956/57 | 1. Liga         | 2     | 50:36 | 28     | 3. Runde          |
| 1957/58 | 1. Liga         | 10    | 26:35 | 17     | 2. Runde          |
| 1958/59 | 1. Liga         | 6     | 29:35 | 21     | 2. Runde          |
| 1959/60 | 1. Liga         | 11    | 25:41 | 18     | 3. Runde          |
| 1960/61 | 1. Liga         | 11    | 27:46 | 14     | 3. Runde          |
| 1974/75 | 1. Liga         | 12    | 28:43 | 18     | (keine Teilnahme) |

In den 1920er Jahren wurde die runde Zahl 1900 aus mündlichen Überlieferungen als Gründungsjahr ausgewählt. Der Fussball soll um das Jahr 1900 von zwei Stricker-Praktikanten aus England nach Wil geschleppt worden sein und gewann bei den älteren Schülern und Lehrlingen schnell an Bedeutung. Es wurde an Abenden und Sonntagen gekickt. So berichtet ein Text der «D'Region» im Jahr 1990. Der FC Wil soll vor seinem heutigen Namen unter den Namen FC Fors und FC Stella lose existiert haben. Entsprechende Belege dafür gibt es allerdings nicht. Am 16. August 1903 wurde gemäss Wiler Boten der Verein unter seinem heutigen Namen in der Äbtestube des Hofs zu Wil gegründet.
Kurioserweise schrieb der Stadtchronist Karl J. Ehrat in seiner 1958 erschienen Chronik der Stadt Wil, dass der Verein bereits 1899 entstanden sei.

### Zwischen Nationalliga B und 2. Liga (bis 1990)
Bis 1990 hielt sich der FC Wil, mit einem kurzen Abstecher in der zweithöchsten Spielklasse 1922/23 sowie 1952/53 und 1953/54 und einem einjährigen Gastspiel in der 1. Liga (damals dritthöchste Liga) in der Saison 1974/75, vorwiegend in der 2. Liga auf.
Am Ende der Saison 1948/49 konnten die Wiler in die 1. Liga aufsteigen. Sie gewannen zuhause in der ersten Runde der Aufstiegsspiele gegen den FC Wetzikon als «verdienter Sieger» (so der Wetziker Der Freisinnige) mit 2:0 (1:0). Auswärts gegen den FC Töss konnten sie wiederum 0:2 gewinnen und stiegen auf.
Am Ende der Saison 1951/52 wurden die Wiler Meister der 1. Liga und stiegen in die Nationalliga B auf, wo sie zwei Saisons spielten. Anschliessend spielten sie bis zum Abstieg in der Saison 1960/61 in der 1. Liga.

### Aufstieg von den Niederungen in die NLB (1986–1992)
| Saison    | Liga    | Platz | Tore  | Punkte | Cup               |
| --------- | ------- | ----- | ----- | ------ | ----------------- |
| 1988/1989 | 2. Liga | 4     | 30:22 | 27     | (keine Teilnahme) |
| 1989/1990 | 2. Liga | 5     | 30:31 | 22     | (keine Teilnahme) |
| 1990/1991 | 2. Liga | 1     | 62:12 | 41     | 1. Runde          |
| 1991/1992 | 1. Liga | 2     | 59:32 | 35     | 1/16-Final        |

Einige namhafte Trainer starteten ihre Karriere beim FC Wil beziehungsweise machten dort Zwischenhalt, unter anderen Christian Gross von 1988 bis 1993 oder Hanspeter Latour und Marcel Koller um die Jahrtausendwende. Der spätere GC-, Tottenham-Hotspur- und FC-Basel-Trainer Christian Gross brachte den FC Wil 1991 von der 2. Liga (vierthöchste Spielklasse) innerhalb von zwei Saisons in die NLB (zweithöchste Spielklasse). Er nahm 1992/93 sogar an der NLA-Aufstiegsrunde teil und konnte sich bis 2002 insgesamt vier Mal für die NLA-Aufstiegsrunde qualifizieren, verpasste aber jeweils den Aufstieg.
1986 übernahm der spätere Ehrenpräsident Hans-Ruedi Scherrer als Präsident den Verein, der in dieser Zeit im hinteren Teil der 2. Liga spielte. Er übte dieses Amt bis 1994 aus. Unter seiner Ägide übernahm zur Saison 1988/89 Christian Gross zuerst als Spielertrainer die Mannschaft vom vorherigen Trainer Manfred Häni, der in der Saison davor gerade noch den Ligaerhalt geschafft hatte. Die Erfolge stellten sich bereits in der ersten Saison ein. In der Rückrunde verlor der Verein nur ein Spiel und klassierte sich auf dem vierten Platz.
In der Saison 1989/90 schaffte das Team um Christian Gross den Aufstieg in die 1. Liga noch nicht. In die Saison 1990/91 ging das Team mit der klaren Zielvorgabe «Aufstieg». Der Aufstieg erfolgte im Juni 1991 mit einem 1:0-Sieg gegen den SV Muttenz in der Aufstiegsrunde. Der FC Wil hatte bis dahin seit zwei Jahren und 44 Meisterschaftsspielen kein Spiel mehr verloren. In der Saison 1990/91 hatte Wil nur drei Punkte in der Meisterschaft abgegeben (ein Sieg gab damals nur zwei Punkte).
In der Saison 1991/92 stieg der FC Wil in die Nationalliga B auf. Im Cup kam er bis in den Sechzehntelfinal, verlor dort 0:2 gegen Kriens.

### Zehn Saisons in der NLB (1992–2002)
| Saison    | Liga | Platz | Tore  | Punkte | Cup          |
| --------- | ---- | ----- | ----- | ------ | ------------ |
| 1992/1993 | NLB  | 5     | 32:19 | 26     | 2. Runde     |
| 1993/1994 | NLB  | 8     | 20:22 | 14     | 2. Runde     |
| 1994/1995 | NLB  | 5     | 21:13 | 15     | Viertelfinal |
| 1995/1996 | NLB  | 8     | 34:36 | 28     | Achtelfinal  |
| 1996/1997 | NLB  | 8     | 33:30 | 27     | Achtelfinal  |
| 1997/1998 | NLB  | 7     | 31:26 | 34     | Halbfinal    |
| 1998/1999 | NLB  | 1     | 45:27 | 43     | Achtelfinal  |
| 1999/2000 | NLB  | 8     | 40:41 | 29     | 1/16-Final   |
| 2000/2001 | NLB  | 2     | 47:28 | 45     | 1/16-Final   |
| 2001/2002 | NLB  | 1     | 53:32 | 41     | Viertelfinal |

In der Saison 1992/93 kam es langsam, aber sicher zu einem Ende der Ära Christian Gross. Im Frühling beendete Gross seine Karriere als Spieler. Ende Saison verliess er den Verein und wechselte zu GC. In der Meisterschaft schaffte es der Verein überraschend in die Auf- und Abstiegsrunde, wo sich der Verein allerdings auf dem letzten Platz platzierte. Im Cup flogen die Wiler bereits in der zweiten Runde gegen den unterklassigen FC Gossau aus dem Wettbewerb. Neuer Trainer wurde am Ende der Saison Walter Iselin.
Die Saison 1993/94 stand im Zeichen des Umbruchs. Die Mannschaft wurde zu einer Profi-Mannschaft umgestellt, was zu einigen Wechseln im Team führte. Mit Christian Gross hatte der langjährige Trainer den Verein verlassen. Neuer Trainer wurde Walter Iselin. Nach der schwachen Qualifikationsrunde, die der Verein auf dem drittletzten Platz beendet hatte, wurden Pierre-André Schürmann und der estnische Nationaltorhüter Mart Poom verpflichtet. Die Wiler konnten in der Abstiegsrunde brillieren und schlossen die Phase auf dem ersten Platz ab.
Auf die Saison 1994/95 verliessen 13 Spieler den Verein, und acht neue Spieler wurden ins Team aufgenommen, unter anderen drei litauische Nationalspieler. Im Cup-Achtelfinal warfen die Wiler die Mannschaft des FC Zürich mit einem knappen 1:0 aus dem Wettbewerb. Höhepunkt der Saison war mit 5300 Zuschauern das Cupspiel im Viertelfinal zuhause gegen die Grasshoppers, trainiert vom ehemaligen Wiler Trainer Christian Gross. Die Wiler verloren klar 0:2. Der FC Wil landete in der NLB-Abstiegsrunde, wo er mit dem dritten Platz den Klassenerhalt schaffte.
Vor der Saison 1995/96 verliessen wiederum acht Spieler die erste Mannschaft, zahlreiche neue Spieler stiessen wieder zum Verein, unter anderen Adrian Bernet. Im Cup schied der FC Wil gegen den FC Luzern mit einem Tor in den Schlussminuten mit 0:1 aus. In der Meisterschaft landete er zum dritten Mal in Folge in der Abstiegsrunde, sicherte sich aber erneut den Ligaerhalt relativ klar.
Ende Saison 1996/97 verliess Trainer Schürmann den Verein. Ihm folgte Marcel Koller. In der Liga landete das Team von Schürmann erneut in der Abstiegsrunde, zum vierten Mal in Folge. Im Cup war im Achtelfinal mit einer 2:3-Niederlage gegen Lausanne-Sport Schluss. Nach dem Abpfiff wurde der Schiedsrichter der Partie, Serge Muhmenthaler, von einem Wil-Fan mit einem Stuhl bewusstlos geschlagen. Der FC Wil wurde in der Folge mit einer Busse von 2000 Franken und einer Platzsperre bestraft.
In der Saison 1997/98 erreichte der FC Wil 1998 den Cup-Halbfinal, verlor dort aber mit 0:2 gegen Lausanne-Sport. In der Liga reichte es mit vier Punkten relativ knapp nicht für die Aufstiegsrunde.
In der Saison 1998/99 wurde Wil NLB-Meister. Gleich nach Ende der Klassierungsrunde wechselte Marcel Koller zum FC St. Gallen, ihm folgte für die Aufstiegsrunde Hanspeter Latour. Die Wiler verblieben in der NLB. Im Cup schlug der FC Wil im 1/16-Final den NLA-Club FC Aarau zuhause mit 4:1. Im Achtelfinal spielte der FC Wil wie ein Jahr zuvor gegen Lausanne und verlor 1:4.
Die Saison 1999/2000 begann nicht so ruhig wie die vorherige Saison. Trainer Latour wurde entlassen, wechselte später zum FC Thun, später folgte ihm Claude Ryf. Das angestrebte Ziel, erneut die Aufstiegsrunde zu erreichen, wurde verpasst, Wil wurde immerhin Erster der Abstiegsrunde. Im Cup-1/32-Final schlug der FC Wil nach mehrmaligem Rückstand Zug 94 mit 4:2. In der nächsten Runde schied der FC Wil gegen den FC Zürich mit 1:2 aus.
In der Saison 2000/01 qualifizierte sich der FC Wil wieder für die Aufstiegsrunde, man schaffte den Aufstieg aber erneut nicht. Im Februar 2001 wurde bekannt, dass der FC Wil den auslaufenden Vertrag mit Ryf nicht verlängern werde. Ursprünglich war Martin Andermatt für die neue Saison vorgesehen. Andermatt hatte im April sogar einen Vertrag unterschrieben. Er kündigte aber vor Amtsantritt seinen Vertrag. Schliesslich wurde Heinz Peischl neuer Wil-Trainer. Im Cup war in der zweiten Runde gegen den FC St. Gallen, nach einer 1:3-Heimniederlage, Endstation.

### Teilnahme an der Super League (2002–2004)
Unter Peischl konnte der FC Wil in der Saison 2001/02 zum ersten Mal in der Vereinsgeschichte mit einem 1:1 gegen Winterthur in die höchste Spielklasse aufsteigen, wo er die Finalrunde der NLA erreichte. Im Achtelfinal des Cups war erneut gegen Lausanne der Wettbewerb, nach einem 9:10 (0:0, 1:1) im Elfmeterschiessen, für die Wiler vorbei. 2003 nahm der Club zum ersten Mal in einem internationalen Wettbewerb teil (UI-Cup). Wil spielte in der ersten Runde gegen Dinaburg Daugavpils. Zwar verlor man auswärts 0:1, konnte diese Niederlage aber mit einem 2:0 im heimischen Bergholz wiedergutmachen. In der zweiten Runde verlor der FC Wil wiederum auswärts, dieses Mal gegen Willem II Tilburg mit 1:2, doch die Wiler erreichten mit einem 3:1 zuhause dennoch die nächste Runde. In der dritten Runde schied der Club nach einer 1:2-Niederlage im Auswärtsspiel gegen den FC Nantes und einer 2:3-Heimniederlage aus dem europäischen Wettbewerb aus.

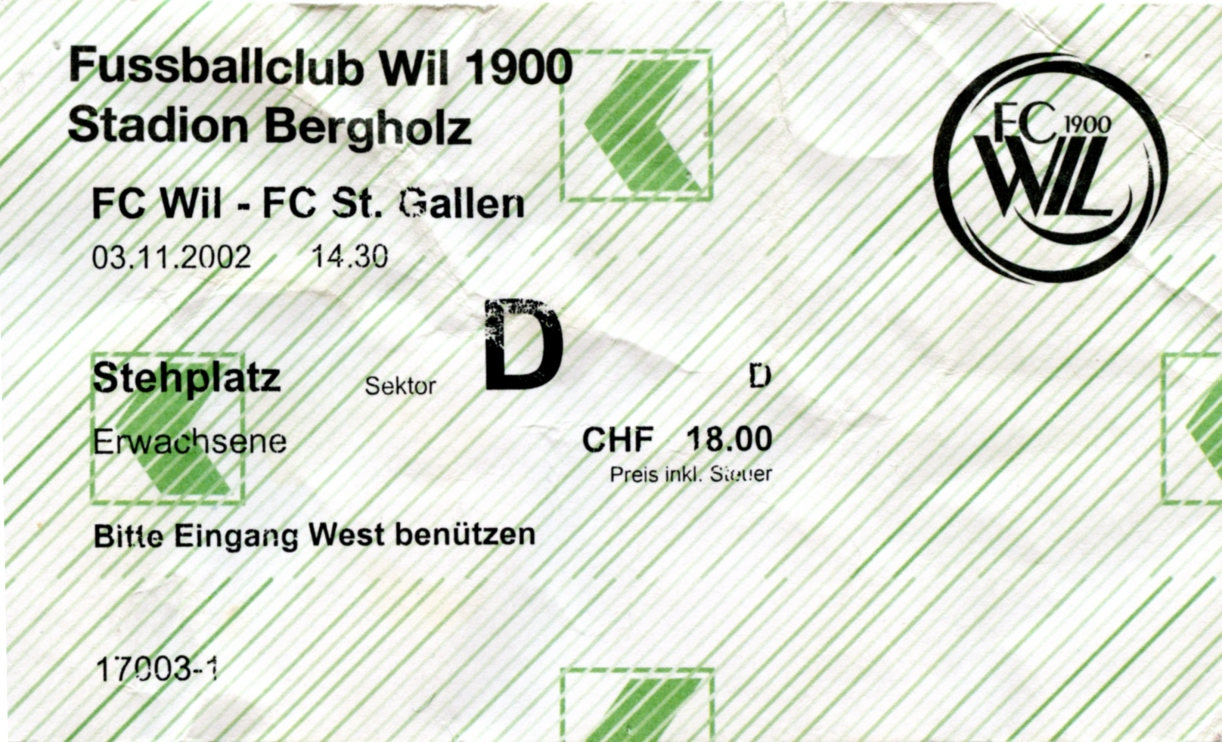
Billett eines der torreichsten Spiels der höchsten Schweizer Liga, dem 11:3 am 3. November 2002

Für Schlagzeilen sorgte der Aufsteiger FC Wil im November 2002, als er als Aussenseiter den Lokalrivalen FC St. Gallen mit 11:3 besiegte, was NLA-Rekord bedeutete. Anfang des Jahres verliess Heinz Peischl den FC Wil und ging zum FC St. Gallen. Interim wurde er durch Hans-Peter Meier und später durch Martin Andermatt ersetzt.
Der FC Wil war vor allem dank seinem damaligen Präsidenten Andreas Hafen, der viel Geld in den FC Wil steckte, erfolgreich. Hafen wurde 1998 Präsident. Er erwähnte nach aussen stets, das Geld komme von «nicht genannt werden wollenden Investoren». Er hatte allerdings rund 51 Millionen Schweizer Franken bei seinem Arbeitgeber UBS veruntreut, wovon 10 bis 11 Millionen zum FC Wil flossen. Der Diebstahl flog eine Woche nach dem 11:3-Sieg auf. 2005 wurde Hafen erstinstanzlich zu fünf Jahren Gefängnis und zur Rückzahlung der veruntreuten Summe verurteilt. Er zog das Urteil weiter. Im September 2006 wurde das Urteil des Kreisgerichtes Wil vom Kantonsgericht St. Gallen bestätigt. Der FC Wil war im Prozess nicht direkt involviert, da angenommen wurde, dass die restlichen Vorstandsmitglieder davon nichts wussten. Die UBS verzichtete auf Rückforderungen seitens des FC Wil.
| Saison    | Liga | Platz | Tore  | Punkte | Zuschauer-Ø | Cup          |
| --------- | ---- | ----- | ----- | ------ | ----------- | ------------ |
| 2002/2003 | NLA  | 04    | 43:45 | 31     | 4019        | Viertelfinal |
| 2003/2004 | NLA  | 10    | 37:73 | 32     | 3445        | Gewinner     |

Nachdem wieder etwas Ruhe eingekehrt war, übernahm im Januar 2004 der ukrainische Investor Ihor Bjelanow, ein ehemaliger Spieler der sowjetischen Nationalmannschaft und Europas Fussballer des Jahres 1986, im Sommer 2003 die Aktienmehrheit beim FC Wil AG und wechselte fast die ganze Führung aus. Dies rief fast nur negative Schlagzeilen hervor (Finanzen, häufige Trainerwechsel). Die von ihm und seinen Gefolgsleuten gegründete AG befand sich schnell im Nachlassverfahren. Der Verein FC Wil war dadurch jedoch nicht gefährdet.
Mit der Übernahme wurde Martin Andermatt im August 2003 entlassen. Bjelanow setzte Oleksandr Sawarow, einen ehemaligen sowjetischen Internationalen, als Trainer ein. Da er die UEFA-Lizenz nicht besass, wurde er im Dezember offiziell durch Joachim Müller, früher beim FC Karl-Marx-Stadt (Chemnitzer FC), ersetzt. Sawarow wurde Sportchef.
Müller wurde nur drei Monate später, im Februar 2004, durch Tomáš Matějček ersetzt. Die Spieler beklagten sich über Matějčeks extreme Trainingsmethoden und beschwerten sich bei Bjelanow. Dieser entliess Matějček und holte wieder Joachim Müller. Als Assistent stand ihm der ehemalige Schweizer Internationale Stephan Lehmann zur Seite. Bjelanow zog sich im März zurück, und beim FC Wil kehrte wieder Ruhe ein.
Unter dem Duo Müller/Lehmann gewann der FC Wil im April 2004 überraschend den Schweizer Cup. Bei seiner ersten Cupfinal-Teilnahme bezwang er die Grasshoppers Zürich 3:2. Dies ist der bislang grösste Erfolg in der Vereinsgeschichte und ebnete dem FC Wil den erstmaligen Zugang zum UEFA-Cup. Doch im gleichen Jahr stieg der Club nach einer erfolglosen Serie nach dem Cupsieg wieder in die Challenge League (ehemals NLB) ab.

### Der FC Wil nach dem Abstieg (2004–2015)
| Saison    | Liga | Platz | Tore  | Punkte | Zuschauer-Ø | Cup          |
| --------- | ---- | ----- | ----- | ------ | ----------- | ------------ |
| 2004/2005 | CHL  | 13    | 45:54 | 40     | 1088        | 1. Runde     |
| 2005/2006 | CHL  | 07    | 61:55 | 51     | 0983        | Achtelfinal  |
| 2006/2007 | CHL  | 08    | 56:50 | 46     | 0975        | Halbfinal    |
| 2007/2008 | CHL  | 03    | 63:35 | 68     | 1195        | 2. Runde     |
| 2008/2009 | CHL  | 03    | 41:25 | 51     | 1328        | Achtelfinal  |
| 2009/2010 | CHL  | 06    | 44:37 | 45     | 0932        | 2. Runde     |
| 2010/2011 | CHL  | 05    | 45:42 | 46     | 0951        | 1. Runde     |
| 2011/2012 | CHL  | 06    | 59:41 | 46     | 1378        | Achtelfinal  |
| 2012/2013 | CHL  | 04    | 59:65 | 51     | 0906        | Viertelfinal |
| 2013/2014 | CHL  | 03    | 74:45 | 63     | 1419        | 1. Runde     |
| 2014/2015 | CHL  | 09    | 47:63 | 37     | 1305        | Achtelfinal  |

Ab Sommer 2004 hiess der Trainer Walter Hörmann, der vorher den FC Vaduz, die Liechtensteiner Fussballnationalmannschaft und den SV Austria Salzburg gecoacht hatte. Der FC Wil scheiterte im Herbst 2004 knapp in der ersten Qualifikationsrunde des UEFA-Cups gegen den slowakischen Club FK Dukla Banská Bystrica. Die Meisterschaft begann mit einem 5:2-Heimerfolg gegen den FC Wohlen, dann aber stürzte die Mannschaft ab. Die Wiler erlitten viele Niederlagen und landeten nach der Saison in den hinteren Rängen der Challenge League.
Auf die Saison 2005/06 hin wurde Hörmann durch Maurizio Jacobacci ersetzt, der vorher den FC Baden trainiert hatte. Im Cup schied man im Achtelfinal gegen den FC Lugano mit 1:2 aus und klassierte sich mit dem siebten Platz im oberen Mittelfeld der Liga.
Eine Saison später kam Uli Forte als Trainer zum FC Wil. In der Saison 2006/07 erreichte der FC Wil den Cuphalbfinal nach einem Sieg gegen die Young Boys (2:1) aus der Super League. In diesem Viertelfinal konnte der FC Wil mit einem Spieler weniger den Rückstand wettmachen. Der Halbfinal gegen den FC Basel ging verloren (1:3). Dennoch wurde der FC Wil auf Grund des Exploits gegen die Young Boys vom Cup-Hauptsponsor Swisscom zum Cup-Team des Jahres gekürt. Auch in der Liga war Wil im Oktober vorübergehend Spitzenreiter. Die Saison 2007/08 beendete der FC Wil auf dem 3. Platz, nur 2 Punkte hinter dem erstklassierten FC Vaduz, womit ein möglicher Aufstiegsplatz nur knapp verpasst wurde. Da der damalige Trainer Uli Forte zum FC St. Gallen wechselte, wurden viele Spieler unruhig und wechselten ebenfalls den Club. Als neuer Trainer wurde Dieter Münstermann engagiert, der den FC Wil ebenfalls auf den 3. Rang brachte, jedoch 19 Punkte hinter dem zweitklassierten FC Lugano.
In der Saison 2008/09 klassierte man sich hinter dem in der vorherigen Saison abgestiegenen FC St. Gallen und dem FC Lugano. Für die Mannschaft unter Dieter Münstermann war im Achtelfinal des Cups gegen den FC Zürich mit einem 0:1 bereits wieder Schluss.
Nach einem schwachen Start in die Saison 2009/10 wurde Dieter Münstermann im November entlassen. Die Rückrunde begann man mit dem neuen Trainer Ryszard Komornicki. Die recht schwache Saison beendete man auf dem sechsten Rang. In der 2. Runde des Cups traf der Verein auf den Regionalrivalen FC St. Gallen. Man schied mit einem 1:2 aus. Der FC Wil hatte für dieses Spiel einen Platztausch mit dem FC St. Gallen vorgenommen. Im Frühjahr 2010 wurde ein Stürmer des FC Wil, David Blumer, suspendiert wegen Verdachts auf Beteiligung am damaligen Wettskandal. Im Mai wurde er vom SFV für zwei Jahre gesperrt. 2012 stellte sich heraus, dass Blumer unschuldig war. Er wurde freigesprochen.
In der Saison 2010/11 wurde Komornicki nach neun Spielen und fünf Niederlagen entlassen. Im Cup war man bereits in der ersten Runde am FC Tuggen aus der 1. Liga gescheitert. Für Komornicki übernahm der bisherige Sportchef Axel Thoma das Traineramt, vorerst interim, später auf Dauer. Der FC Wil steigerte sich in der zweiten Hälfte der Saison und klassierte sich erneut auf dem fünften Rang.
Auch in der Saison 2011/12 änderte sich bei der Klassierung des Vereins in der Challenge League nichts. Man rangierte am Schluss wieder auf Platz sechs. Im Cup scheiterte man im Achtelfinal am FC Basel knapp mit 2:3 nach Verlängerung. Der FC Wil war in der Verlängerung sogar 2:1 durch ein Tor von Džengis Čavušević in Führung gegangen, ehe die Basler ausglichen und sogleich auch den Siegestreffer erzielten. Am 23. Mai wurde das letzte Pflichtspiel im alten Bergholz-Stadion gespielt. Das Stadion wurde in der darauffolgenden Saison neu gebaut. Wil spielte dieses letzte Spiel gegen den FC Lugano 1:1.
In der Saison 2012/13 erreichte man im Cup den Viertelfinal gegen den FC Zürich, in dem man mit 2:4 nach Verlängerung ausschied, nachdem man im Achtelfinal die Young Boys Bern mit 4:3 nach Verlängerung geschlagen hatte. In der Meisterschaft reichte es für die Mannschaft von Trainer Axel Thoma für einen vierten Platz hinter Aarau, der AC Bellinzona und Winterthur. In dieser Saison spielte der FC Wil infolge Neubaus des Stadions Bergholz in der AFG Arena in St. Gallen.
Das erste Heimspiel der Saison 2013/14 fand bereits im neugebauten Bergholz statt. Man besiegte den späteren Aufsteiger FC Vaduz mit 2:1, schied aber in der ersten Runde des Würth Schweizer Cups gegen den FC Le Mont aus. Man erreichte in der Meisterschaft den dritten Platz hinter dem souveränen Aufsteiger Vaduz und dem FC Lugano.
In der Saison 2014/15 schienen die Aufgaben im Cup einfach zu sein. In der ersten Runde besiegte Wil den Erstligisten Dietikon mit 4:0. Im September stand das Cup-Regionalderby gegen den FC Henau an. Der FC Wil besiegte den Zweitligisten mit einiger Mühe in der Verlängerung mit 3:2, nachdem Henau die Wiler Führung ausgeglichen hatte. Im Oktober wechselte der langjährige Sportchef und spätere Trainer Axel Thoma zu den Grasshoppers nach Zürich. Einige Tage später übernahm Francesco Gabriele das Traineramt in Wil. Im Achtelfinal wartete der FC Münsingen aus der 1. Liga auf den FC Wil. Der FC Wil schied nach einem Halbzeitstand von 3:0 für die Gastgeber schliesslich mit 2:3 aus. Der FC Wil kämpfte gegen Ende der Rückrunde gegen den Abstieg. In den letzten zehn Spielen vor den letzten zwei Runden hatte er nicht mehr gewonnen. Zwei Spiele vor Schluss wurde Cheftrainer Gabriele entlassen, nachdem die Wiler 1:4 gegen den FC Winterthur verloren hatten. Mit Erdal Keser wurde ein neuer Interims-Trainer vorgestellt. Es bestand nur noch ein Punkt Differenz zum letztklassierten FC Biel-Bienne, welcher eine deutlich bessere Tordifferenz vorwies. Dem FC Wil drohte der erste Abstieg in die Drittklassigkeit seit 1992. Im letzten Spiel siegte der FC Wil gegen Lausanne-Sport jedoch deutlich mit 4:0 und sicherte sich so den Klassenerhalt. Das 4:0 war der höchste Saisonsieg. Gleichzeitig wurde der Stadionrekord des neugebauten Sportparks Bergholz mit 2680 Zuschauern gebrochen.

### Türkische Investoren in Wil (2015–2017)
| Saison    | Liga | Platz | Tore  | Punkte | Zuschauer-Ø | Cup      |
| --------- | ---- | ----- | ----- | ------ | ----------- | -------- |
| 2015/2016 | CHL  | 03    | 62:50 | 56     | 1884        | 2. Runde |
| 2016/2017 | CHL  | 10    | 35:58 | 34     | 1181        | 1. Runde |

Im Vorfeld der Saison 2015/16 übernahm ein türkisches Unternehmen, die MNG-Gruppe, den Fussballclub, mit dem Ziel, wieder in die höchste Liga aufzusteigen oder international zu spielen. Neuer Trainer wurde Fuat Çapa, neuer Sportchef Erdal Keser, der die letzten zwei Spiele trainierte.
Der langjährige Wil-Präsident Roger Bigger wurde in einer ausserordentlichen Generalversammlung, in der der Verwaltungsrat des FC Wil mit Vertretern der neuen Investoren ergänzt wurde, zum Vize-Präsidenten herabgestuft. Neuer Präsident wurde Murathan Doruk Günal, der Vize-Präsident der Hauptaktionärin der MNG-Gruppe und Sohn des MNG-Inhabers Mehmet Nazif Günal. Nach sieben Spielen mit elf Punkten auf dem vierten Platz wurde Sportchef Erdal Keser entlassen. Die Aufgabe des Sportchefs wurde von einer Sportkommission übernommen. Begründet wurde der Schritt mit «unterschiedlichen Auffassungen» über die Entwicklung des FC Wil. Im Cup schied der FC Wil in den Sechzehntelfinals gegen den FC Schaffhausen mit 1:2 nach Verlängerung aus. Im November wurde der neue Trainer Kevin Cooper vorgestellt, vormals bei Servette in der Promotion League tätig. In der Winterpause organisierte die Vereinsführung ein dreieinhalbwöchiges Trainingslager einem Hotelkomplex im Besitz der MNG-Gruppe in der Südtürkei. Im letzten Spiel vergab der FC Wil den zweiten Platz in der Liga. Der Verein landete schliesslich auf dem dritten Platz hinter dem souveränen Aufsteiger Lausanne-Sport und Xamax. Am Tag nach dem Spiel wurde die Vertragsauflösung mit Trainer Kevin Cooper bekannt gegeben.
Für die neue Saison stellte der FC Wil als neuen Cheftrainer Uğur Tütüneker vor. Neuer Sportchef wurde Roland Koch. Im ersten Heimspiel der Saison spielte der Verein 1:1 gegen den abgestiegenen FC Zürich und brach gleichzeitig den Stadionrekord des neugebauten Stadions mit 4440 Zuschauern. Im Cup war bereits in der ersten Runde nach einer 2:4-Niederlage gegen den Erstligisten Lausanne-Ouchy Schluss. Im August 2016 wurde in der Türkei gegen Tütüneker ein Haftbefehl ausgestellt, weil er angeblich am Putschversuch gegen den türkischen Präsidenten beteiligt gewesen sei. Der FC Wil entliess in der Folge den Trainer. Neuer Trainer wurde Martin Rueda. Nach dem letzten Spiel der Hinrunde (Wil hatte sich auf Platz drei und mit 12 Punkten Abstand zu Leader Zürich klassiert) wurde Martin Rueda entlassen. Interim übernahm der bisherige Torhütertrainer Ronny Teuber.
Im Februar 2017 wurde bekannt, dass die türkischen Investoren ihr Engagement beendeten. Dies hatte sich angekündigt, nachdem die Januar-Löhne nicht bezahlt worden waren. Die übrigen Verwaltungsräte rund um Roger Bigger, der erneut Präsident wurde, kündigten an, den FC Wil retten zu wollen. Bereits Ende März 2017 wurde bekannt gegeben, dass der FC Wil dank Spenden von Privatpersonen und Unternehmen finanziell gerettet sei. Maurizio Jacobacci löste den Interimstrainer Ronny Teuber auf dem Trainerposten ab. In der Folge dieser hektischen Zeit wurden dem FC Wil sechs Punkte wegen Lizenzvergehens abgezogen. Die Saison schloss er schliesslich auf dem letzten Platz ab und hätte damit eigentlich absteigen müssen, wenn sich der FC Le Mont-sur-Lausanne nicht aus der zweithöchsten Liga zurückgezogen hätte.

### Wieder in Schweizer Händen (2017–heute)
| Saison    | Liga | Platz | Tore  | Punkte | Zuschauer-Ø | Cup         |
| --------- | ---- | ----- | ----- | ------ | ----------- | ----------- |
| 2017/2018 | CHL  | 07    | 40:50 | 39     | 0949        | 2. Runde    |
| 2018/2019 | CHL  | 05    | 33:47 | 42     | 1117        | Achtelfinal |
| 2019/2020 | CHL  | 06    | 60:61 | 49     | 0996        | 2. Runde    |
| 2020/2021 | CHL  | 07    | 43:52 | 39     | 0224        | 2. Runde    |
| 2021/2022 | CHL  | 09    | 68:80 | 41     | 0867        | 2. Runde    |
| 2022/2023 | CHL  | 05    | 62:52 | 56     | 01476       | Achtelfinal |
| 2023/2024 | CHL  | 05    | 48:52 | 44     | 01611       | 2. Runde    |
| 2024/2025 | CHL  | 05    | 60:55 | 53     | 01337       | 2. Runde    |

Im Juni 2017 wurde der neue Trainer Konrad Fünfstück vorgestellt. Die Challenge League 2017/18 schloss der FC Wil auf dem siebten Rang ab. Im Schweizer Cup 2017/18 schied er bereits in der zweiten Runde mit 0:3 gegen den höherklassigen FC Thun aus.
In der Saison 2018/19 klassierte sich der FC Wil fünf Spieltage lang auf dem ersten Platz. Ende März wurde Konrad Fünfstück als Cheftrainer wegen enttäuschender Leistung entlassen, nachdem bereits beim Rückrundenstart ein Trainerwechsel angekündigt worden war. Neuer Trainer wurde Ciriaco Sforza, sein Assistenztrainer der ehemalige Wil-Spieler Daniel Hasler. Schliesslich schloss der Verein die Saison nach der schlechtesten Rückrunde der ganzen Liga auf Platz 5 ab. Im Cup erreichte der FC Wil die Achtelfinals und schied dort wie im Vorjahr gegen den FC Thun aus, diesmal aber äusserst knapp im Elfmeterschiessen mit 3:5 (0:0, 1:1).
Die Saison 2019/20 begann mit dem grössten Wechsel bei den Spielern seit dem Abstieg 2004, grösser sogar als während der Phase unter den türkischen Investoren. Insgesamt verliessen 19 Spieler den Verein, unter anderen Captain Sandro Lombardi, der in seiner Karriere insgesamt 165-mal für Wil aufgelaufen war. Nur sechs Spieler des 21-köpfigen Kaders waren über 25 Jahre alt, darunter der neue Captain Philipp Muntwiler. Nach einer zu Beginn starken Hinrunde – der FC Wil stand insgesamt während vier Spieltagen auf Platz zwei – folgte eine Serie von fünf sieglosen Spielen. Die Hinrunde wurde schliesslich mit einem deutlichen 4:0 gegen Winterthur beendet. Der Verein überwinterte auf dem vierten Platz. In der Winterpause verliess Vize-Captain Nick von Niederhäusern als nächster Routinier vorzeitig den Verein. Im Cup gewann der FC Wil in der ersten Runde bei Red Star Zürich 3:1. In der zweiten Runde schied er gegen den höherklassigen FC Zürich mit 1:2 aus, nachdem die Wiler zwischenzeitlich 1:0 geführt hatten. Im März 2020 wurde die laufende Saison wegen der COVID-19-Pandemie unterbrochen. Während in den Amateurligen die Meisterschaft abgebrochen wurde, wurde in den Profiligen der Spielbetrieb wiederaufgenommen. Am 19. Juni ging die Saison für den FC Wil weiter; er spielte sogleich 1:1 gegen den Tabellenführer und späteren Aufsteiger Lausanne-Sport. Als herausragend wurde von Kommentatoren der 3:2-Sieg gegen den Aufstiegskandidaten Grasshoppers hervorgehoben. Die Saison beendete der Verein Anfang August mit einer 3:5-Niederlage gegen Lausanne-Sport, das vor diesem Spiel bereits aufgestiegen war, und klassierte sich zum Abschluss auf Platz 6.
Im Vorfeld der Saison 2020/21 wechselten der bisherige Trainer Ciriaco Sforza und sein Co-Trainer Daniel Hasler zum FC Basel in die Super League. Das Training übernahmen ad interim als interne Lösung der Athletiktrainer Pascal Kaiser und Claudio Calvi, der Leiter des Wiler Stützpunkts von Future Champs Ostschweiz, dem gemeinsamen Nachwuchsprogramm des FC Wil mit dem FC St. Gallen. Anfang September wurde als neuer Trainer Alex Frei vorgestellt. Neuer Co-Trainer wurde Romain Villiger. Bereits wenige Tage später schied der FC Wil in der zweiten Runde des Schweizer Cups 2020/21 gegen Aarau mit 3:4 (0:0; 0:0) im Elfmeterschiessen aus. Die Saison beendete der FC Wil nach einer durchzogenen Saison auf dem siebten Platz. Erst im drittletzten Spiel gegen den FC Chiasso (3:2) hatte sich der FC Wil den Ligaerhalt gesichert. Trainer Alex Frei sah zum Saisonende trotzdem positive Entwicklungen bei seinen Spielern. Kommentatoren sahen aber den Ausblick auf die nächste Saison als schwierig an, gerade im Hinblick auf diverse Abgänge von Stammspielern und die zunehmende Konkurrenz in der Liga.
Zum Wechsel auf die Saison 2021/22 kam es zu je rund zehn Abgängen und Zugängen in der Mannschaft. Das Grundgerüst des Teams sowie der Trainerstab blieben aber bestehen. Nach einem knappen Auftaktsieg beim unterklassigen Stade Nyonnais in der ersten Runde des Schweizer Cups (1:0) schied der FC Wil bei Ligakonkurrent Yverdon klar mit 0:3 aus dem Wettbewerb aus. Im November 2021 trennten sich der Verein und Cheftrainer Alex Frei überraschend. Neuer Trainer wurde Brunello Iacopetta, der vorher Trainer beim FC Rapperswil-Jona gewesen war. Die Saison schloss der Verein auf dem zweitletzten Platz ab, einem Abstieg kamen die Wiler aber nie nahe, da der SC Kriens bereits früh als Absteiger feststand. Besonders in der Defensive wurden von Kommentatoren Defizite erkannt, während die Offensive der Wiler die drittbeste der Liga war. Zum Saisonende war die Kaderplanung weiterhin offen.
Zur Saison 2022/23 kam es zu keinen grossen Umbrüchen, verglichen mit den vorherigen Saisons. Die Aussichten des Teams wurden als düster eingeschätzt. So meinte Stefan Wyss von der Aargauer Zeitung: «Wil bestreitet als Letzter die Abstiegsbarrage.» Auch zwei Kollegen der Aargauer Zeitung stuften Wil auf dem letzten Platz ein. Frederic Härri schrieb dazu: «Der FC Wil wird Letzter, weil er von allen zehn Teams am wenigsten Qualität hat.» In der ersten Saisonhälfte übertrafen die Wiler aber jegliche Erwartungen und standen mehrfach auf Platz 1. Im Cup waren die Aufgaben in den ersten zwei Runden relativ einfach. Gegen den FC Littau gewann der FC Wil klar mit 6:0, nachdem er noch zur Pause nur knapp mit 1:0 geführt hatte. In der zweiten Runde tat sich der Verein gegen den FC Portalban/Gletterens aus dem Kanton Freiburg schwerer, setzte sich aber dann klar mit 2:0 durch. Im Achtelfinal spielte der FC Wil gegen den höherklassigen FC Sion eine gute Partie. Ein Klassenunterschied war lange nicht sichtbar. Die Sittener setzten sich am Ende in der Verlängerung mit 2:1 durch. Am letzten Spieltag der Hinrunde klassierte sich der FC Wil auf dem ersten Platz und erreichte damit den inoffiziellen Titel des «Wintermeisters». Simon Dudle analysierte für die Wiler Zeitung, dass das ausgesprochen junge Wiler Team vor allem mit seiner Heimstärke überzeugte. Der FC Wil hatte zuhause kein einziges Meisterschaftsspiel verloren. Treffsicherster Wiler der Hinrunde war Innenverteidiger Genís Montolio mit fünf Treffern. Die Zuschauerzahlen waren trotz dem Höhenflug allerdings nicht angestiegen. Der FC Wil rangierte bei den Zuschauerzahlen auf Platz 6. Im Februar verliess mit Torhüter Marvin Keller eine der Teamstützen des jungen Teams den Verein Richtung Young Boys Bern. Am Ende der Saison klassierte sich der FC Wil auf Platz 5, nachdem im letzten Spiel theoretisch noch die Teilnahme an der Barrage auf dem 3. Platz möglich gewesen wäre. Bereits in den Runden zuvor hatte sich nach einer durchzogenen Rückrunde ein Aufstieg als unwahrscheinlich gezeigt.
Zur Saison 2023/24 verliessen diverse Spieler den Verein, darunter der Routinier und Rekordspieler Silvio (zu SC Brühl St. Gallen) sowie der zuletzt starke Michael Heule (zu FC Stade Lausanne-Ouchy). Anders als in den Saisons zuvor gab der Verein das Ziel bekannt, vorne in der Liga mitspielen zu wollen. Das Budget (rund dreieinhalb Millionen Franken) wurde allerdings nicht angepasst, der Verein klassierte sich mit seinem Kaderwert (rund vier Millionen Franken) etwa in der Mitte der Liga. Nach einem Erstrundensieg gegen den FC Collina d’Oro schied der Verein bereits in der nächsten Runde gegen den höherklassigen FC Stade Lausanne-Ouchy im Elfmeterschiessen aus dem Schweizer Cup aus. Im November 2023 kündigte Captain Philipp Muntwiler an, seine aktive Karriere auf Ende Jahr zu beenden. Anschliessend soll er ab der Rückrunde Co-Trainer seiner Mannschaft werden. Der bisherige Co-Trainer Gianluca Frontino wechselte zum FC Zürich. Zum neuen Captain der Wiler wurde Kastrijot Ndau ernannt. Zu Beginn der Rückrunde verliessen mit Sofian Bahloul und Nicholas Ammeter zwei wichtige Stammspieler den Verein. Zum Ende der Saison klassierte sich der Verein wie im Jahr zuvor erneut auf Platz 5, obwohl die Leistung der damaligen Saison grundsätzlich schlechter eingestuft wurde als im Jahr zuvor, als man um den Aufstieg gespielt hatte. Am Ende der Saison verliess Trainer Brunello Iacopetta den Verein und ging zum Ligakonkurrenten FC Aarau. Ausserdem verliessen mit Genís Montolio und Nikolas Muci nach je zwei Jahren und Marcin Dickenmann nach drei Jahren wichtige Stammspieler den Verein.
Zur Saison 2024/25 erhielt der Verein mit dem ehemaligen Wil-Spieler Marco Hämmerli einen neuen Trainer. Die Erstrundenpartie im Tessin bei der AC Taverne aus der viertklassigen 1. Liga konnten die Wiler mit 1:3 für sich entscheiden. In der zweiten Runde empfing der Verein mit dem FC Winterthur einen alten Bekannten, der mittlerweile allerdings eine Liga höher spielte, den FC Winterthur. Gegen die Eulachstädter konnten die Wiler lange mithalten, gingen sogar in der 105. Minute in der Verlängerung durch Aaron Appiah in Führung, nur um dann kurz vor Ende nach einem kapitalen Torhüterfehler den Ausgleich zu kassieren. Im Elfmeterschiessen konnte sich Winterthur schliesslich durchsetzen. In der Meisterschaft konnten die Wiler kaum im Aufstiegsrennen mitreden, schlugen aber die beiden Spitzenteams Thun und Aarau in einigen Partien. Am Ende der Saison platzierten sich die Wiler auf Platzhinter dem souveränen Aufsteiger Thun, dem Barrageteilnehmer Aarau und dem überraschend stark auftretendem Étoile Carouge, der erst gerade in die zweithöchste Liga aufgestiegen war. Das im Juli 2024 ausgerufene Ziel einer Platzierung in der ersten Hälfte der Tabelle wurde damit erreicht. Insbesondere auswärts war der FC Wil stark, trotz dem Challenge League Rekord von 17 gelben Karten von Captain Kastrijot Ndau waren die Wiler die zweitfairste Mannschaft der Liga. Der Verein hatte sich, insbesondere nach dem Ausstieg der türkischen Investoren, als Nachwuchsteam verstanden. In mehreren Saison hintereinander sammelte der FC Wil die höchsten Prämien für den Einsatz von Nachwuchsspielern ein. In der Saison 2024/25 wurden sie schliesslich von Stade Nyonnais überboten, die in den letzten fünf Spielrunden vier 15-jährige Spieler einsetzten. Die Wiler hatten damit 100'000 Franken weniger als bereits budgetiert.
Im Hinblick auf die Saison 2025/26 gab es Abgänge von langjährigen Wegbegleitern zu verzeichnen. Der prägende Sportchef Jan Breitenmoser und der Mittelfeldspieler Mërgim Brahimi verliessen nach sechs Jahren den Verein. Als neuer Sportchef wurde bereits im November 2024 der ehemalige Nati-Spieler Michael Lang vorgestellt. Mit Nico Maier verloren die Wiler ausserdem einen starken Offensivspieler, mit 11 Toren und vier Vorlagen bester Torschützen. Gefüllt wurden die Lücken vor allem mit Leihspielern aus St. Gallen, Luzern und Basel. Das Jahr 2025 war auch ein Jubliäumsjahr für den Verein (zur umstrittenen Datierung der Gründung siehe Ausführungen oben). Der Verein trat bereits seit der Rückrunde der Saison 2024/25 mit einem Jubiläumslogo auf dem Trikot auf. Für den September wurde ein Jubiläumswochenende, samt Jubiläumspiel geplant. Der Entscheid gegen den – aus Sicht der Fans – Rivalen FC St. Gallen zu spielen sorgte im ultraorientierten «Sektor D» für Unmut, die die Gruppe – nach einem runden Tisch mit den Verantwortlichen – ihren Unmut über das Spiel öffentlich kundtaten und ankündigten das Spiel zu boykottieren.

## Europacupbilanz
| Saison  | Wettbewerb         | Runde                  | Gegner                   | Gesamt | Hin     | Rück    |
| ------- | ------------------ | ---------------------- | ------------------------ | ------ | ------- | ------- |
| 2003    | UEFA Intertoto Cup | 1. Runde               | FC Dinaburg              | 2:1    | 0:1 (A) | 2:0 (H) |
| 2003    | UEFA Intertoto Cup | 2. Runde               | Willem II                | 4:3    | 1:2 (A) | 3:1 (H) |
| 2003    | UEFA Intertoto Cup | 3. Runde               | FC Nantes                | 3:5    | 1:2 (A) | 2:3 (H) |
| 2004/05 | UEFA-Cup           | 2. Qualifikationsrunde | FK Dukla Banská Bystrica | 2:4    | 1:3 (A) | 1:1 (H) |

Gesamtbilanz: 8 Spiele, 2 Siege, 1 Unentschieden, 5 Niederlagen, 11:13 Tore (Tordifferenz −2)

## Spielstätten

### Bleicheplatz und diverse Wiesen
Als der Fussballclub entstand, gab es in Wil noch keinen richtigen Fussballplatz. Man spielte daher auf dem harten Bleicheplatz, hin und wieder aber auch auf Wiesen, welche Landwirte zur Verfügung stellten. Umkleideorte waren jeweils die «Frohburg» (Pestalozzistrasse), im «Thurgauerhof» (Bronschhoferstrasse), im «Lindenhof» (Toggenburgerstrasse) und im «Gemsli» (Wilenstrasse).

### Reitwiese

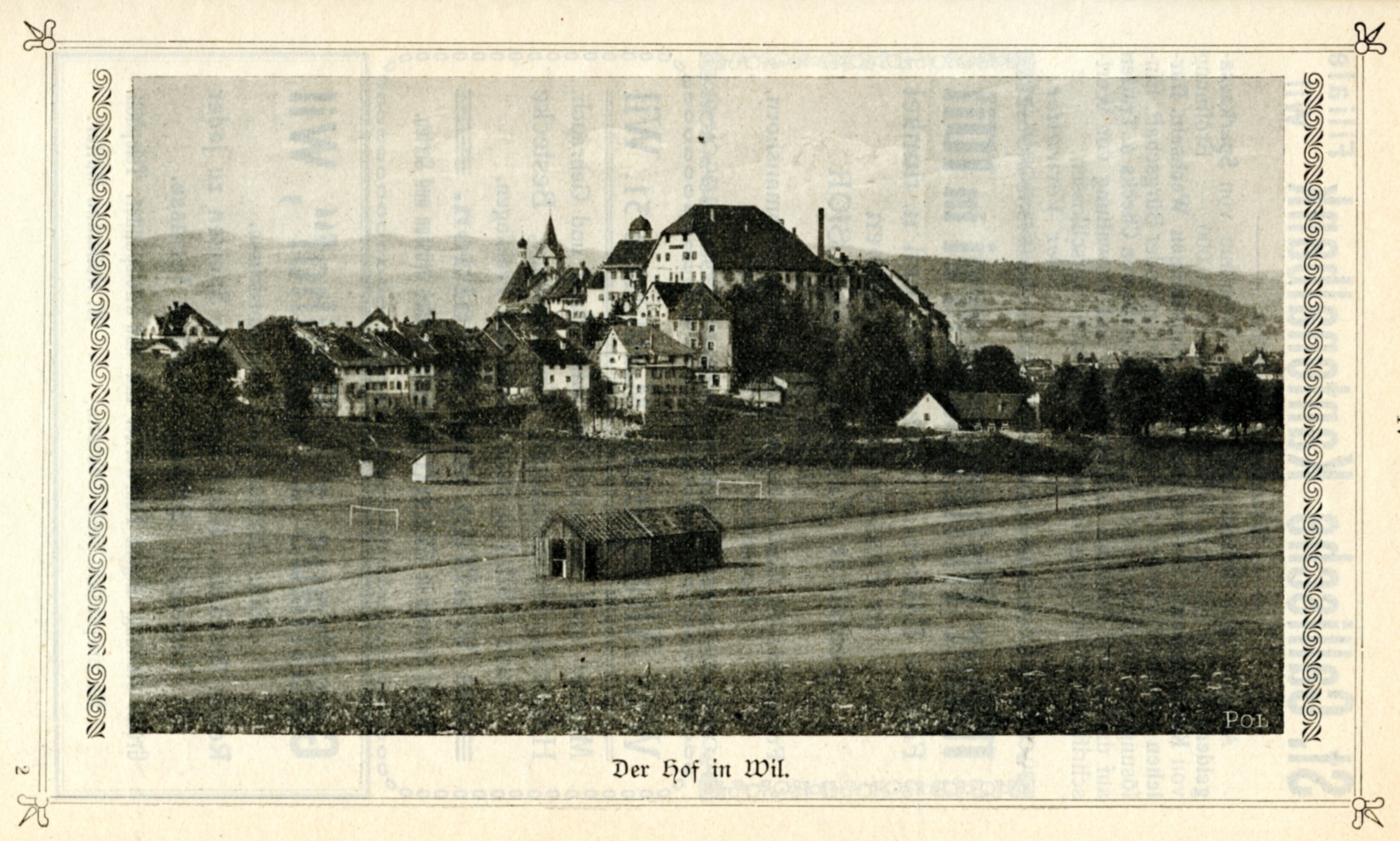
Die heutige Reitwiese, die bis 1920 Spielplatz der Wiler war. Im Hintergrund der Hof zu Wil (ca. 1915).

Später spielte die Mannschaft auf der heutigen Reitwiese, die damals noch eine Eisbahnwiese war. Die Umkleidekabine war gleich nebenan in einem Umkleidehäuschen der Eisbahn.

### Lindengut

Blick auf den Fussballplatz Lindengut im Jahr 1963, im gleichen Jahr wurde das Bergholz eröffnet. Im Hintergrund ist die damalige Traktorenfabrik Hürlimann zu sehen.

1920 kaufte die Stadt Wil das Areal beim Lindengut (Lindenhof-Quartier) und bot dem Verein das Gelände für 600 Franken Pacht an. Mit Mühe konnte der Verein diese Summe aufbringen und konnte dort bis zum Bau des Stadions Bergholz spielen. Teilweise besuchten damals über 3'000 Zuschauer die Spiele des FC Wil auf dem Lindengut. Während der sogenannten Anbauschlacht während des Zweiten Weltkriegs wurde 1942 aus der Bevölkerung der Ruf laut, dass der Fussballplatz zum Anbau von Lebensmitteln genutzt werden sollte. Der Stadtrat entschied sich schliesslich gegen diese Massnahme.

### Bergholz

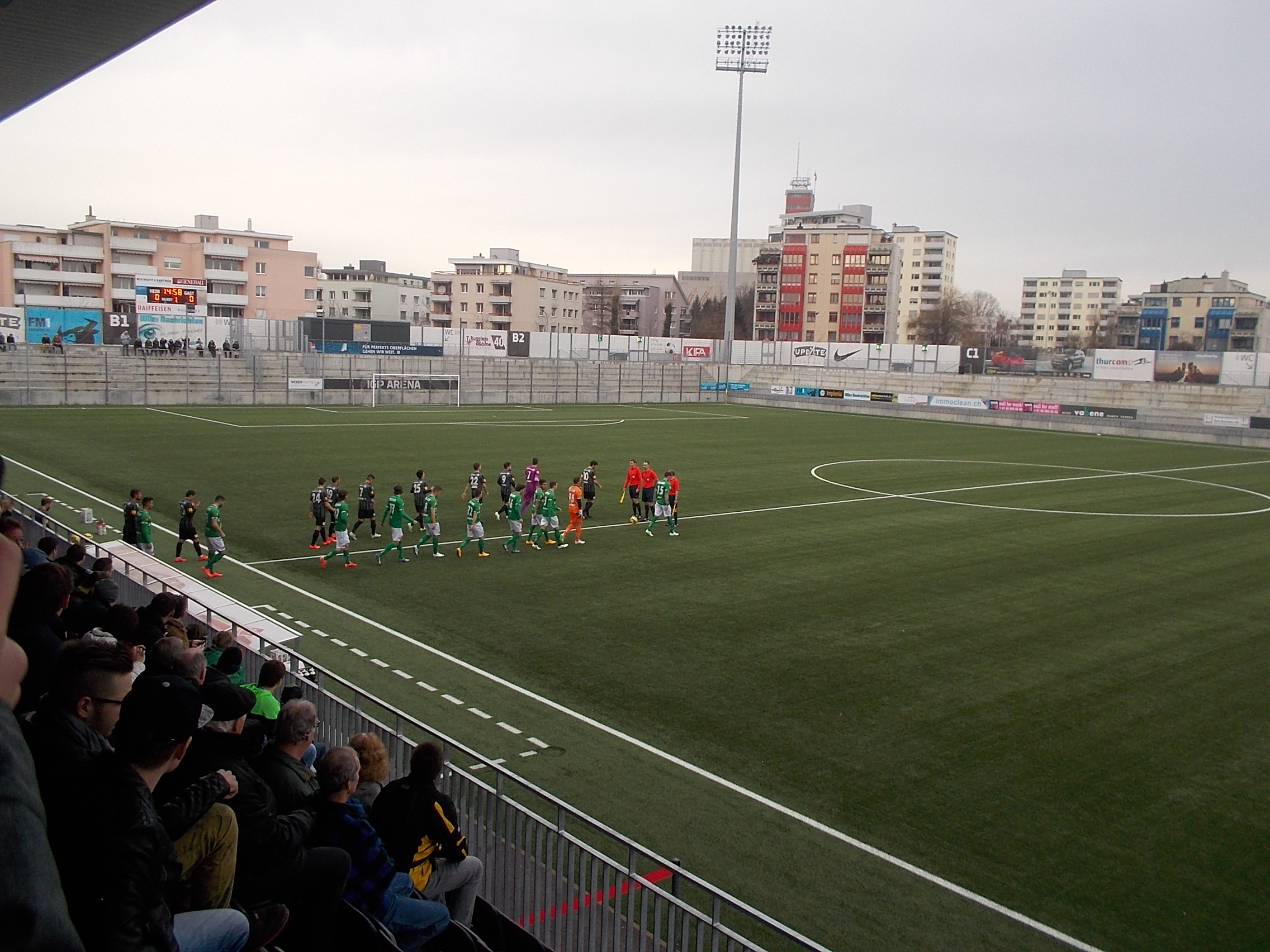
Der Sportpark Bergholz bei einem Testspiel des FC Wil gegen den FC St. Gallen (2015)

Der Lidl Sportpark Bergholz, dessen Bestandteil das Fussballstadion ist, wurde 1963 gebaut. Seitdem spielt der Verein dort, mit Ausnahme der Saison 2012/13, als der FC Wil in der AFG Arena in St. Gallen spielte, weil das Stadion erneuert wurde. Stadionrekord hält mit 7'300 Zuschauern das Spiel gegen den FC St. Gallen, welches die Wiler mit 11:3 gewannen. Das Stadion verfügt seit der Sanierung 2013 über einen Kunstrasen sowie 6'000 Plätze (davon 700 Sitz- und 5'300 Stehplätze). Im November 2013 kaufte das Unternehmen IGP für zehn Jahre die Namensrechte für das Stadion. Ende 2019 stieg das Unternehmen frühzeitig aus dem Vertrag aus. 2022 erwarb der Detailhändler Lidl Schweiz die Namensrechte.

## Spieler und Trainer

### Aktuelles Kader
Stand: 1. August 2025
| Nummer     | Nat.                                    | Spieler           | Im Verein seit | Letzter Verein              |
| Tor        | Tor                                     | Tor               | Tor            | Tor                         |
| ---------- | --------------------------------------- | ----------------- | -------------- | --------------------------- |
| 01         | Schweiz                                 | Abdullah Laidani  | 2023           | BSC Young Boys (U21)        |
| 16         | Schweiz                                 | Janis Keller      | 2025           | eigener Nachwuchs           |
| 18         | Schweiz                                 | Yannick Bujard    | 2024           | eigener Nachwuchs           |
| 32         | Schweiz                                 | Gentrit Muslija   | 2025           | FC St. Gallen (U21) (Leihe) |
| Abwehr     |                                         |                   |                |                             |
| 02         | Schweiz Nigeria                         | Uchenna Nwannah   | 2025           | FC Winterthur (U21)         |
| 03         | Schweiz                                 | Bung Hua Freimann | 2025           | FC Luzern (U21) (Leihe)     |
| 05         | Kosovo Deutschland                      | Julind Selmonaj   | 2025           | FC Basel (U21)              |
| 15         | Schweiz                                 | Yannick Schmid    | 2024           | FC Winterthur               |
| 19         | Schweiz                                 | Loris Schreiber   | 2025           | FC Basel (U21) (Leihe)      |
| 21         | Spanien                                 | Umar Saho         | 2021           | FC Bayern Alzenau           |
| 51         | Italien                                 | Gioele Parente    | 2025           | eigener Nachwuchs           |
| Mittelfeld |                                         |                   |                |                             |
| 04         | Schweiz                                 | David Jacović     | 2023           | FC St. Gallen               |
| 08         | Schweiz Kosovo                          | Orges Bunjaku     | 2025           | FC Schaffhausen             |
| 13         | Kamerun                                 | Djawal Kaiba      | 2025           | SCR Altach                  |
| 17         | Schweiz                                 | Tim Staubli       | 2022           | FC St. Gallen               |
| 20         | Schweiz                                 | Kastrijot Ndau    | 2019           | FC Zürich                   |
| 22         | Schweiz Kosovo                          | Edis Bytyqi       | 2025           | FC St. Gallen (Leihe)       |
| 26         | Zentralafrikanische Republik Frankreich | Noah Ato-Zandanga | 2025           | FC Sion (U21)               |
| 30         | Schweiz Portugal                        | Sérgio Correia    | 2025           | FC St. Gallen (U21)         |
| 52         | Schweiz Togo                            | Rachad Ganiyou    | 2025           | eigener Nachwuchs           |
| Angriff    |                                         |                   |                |                             |
| 07         | Schweiz Portugal                        | Felipe Borges     | 2024           | eigener Nachwuchs           |
| 10         | Frankreich                              | Marwane Hajij     | 2024           | FC Vevey-Sports             |
| 11         | Schweiz Niederlande                     | Luuk Breedijk     | 2025           | FC Luzern (Leihe)           |
| 14         | Schweiz                                 | Simone Rapp       | 2024           | Neuchâtel Xamax             |
| 27         | Schweiz                                 | Altin Berisha     | 2025           | FC St. Gallen (U21)         |
| 29         | Schweiz                                 | Mats Hanke        | 2024           | FC Zürich (U21)             |
| 33         | Nordmazedonien Schweiz                  | Luan Abazi        | 2023           | eigener Nachwuchs           |

### Bekannte ehemalige Spieler
| - Charles Amoah - Stéphane Gillet, luxemburgischer Nationalspieler - Daniel Imhof, kanadischer Nationalspieler - Darío Lezcano, paraguayischer Nationalspieler - Mauro Lustrinelli, Schweizer Nationalspieler - Fabinho, Captain der Cupsieger-Mannschaft 2004 | - Mart Poom, Nationalspieler Estlands - Cha Jong-hyok, nordkoreanischer Nationalspieler - Moustapha Salifou, Nationalspieler aus Togo - Fabian Schär, Schweizer Nationalspieler - Marc Zellweger, ehemaliger Schweizer Nationalspieler - Elsad Zverotić, Nationalspieler aus Montenegro |

### Trainer
| - 1950–1952 Josef Winkler - 1952–1954 Karl Kissling - 1986–1988 Manfred Häni - 1988–1993 Christian Gross - 1993–1994 Walter Iselin - 1994–1997 Pierre-André Schürmann - 1997–1999 Marcel Koller - 1999–1999 Hanspeter Latour - 1999–2001 Claude Ryf - 2001–2002 Heinz Peischl - 2002–2003 Hanspeter Meier - 2003–2003 Martin Andermatt | - 2003–2003 Oleksandr Sawarow - 2003–2004 Joachim Müller - 2004–2004 Tomáš Matějček/Stephan Lehmann - 2004–2004 Joachim Müller/Stephan Lehmann - 2004–2005 Walter Hörmann - 2005–2006 Maurizio Jacobacci - 2006–2008 Uli Forte - 2008–2009 Dieter Münstermann - 2009–2010 Ryszard Komornicki - 2010–2014 Axel Thoma - 2014–2015 Francesco Gabriele - 2015–2015 Erdal Keser | - 2015–2015 Fuat Çapa - 2015–2016 Kevin Cooper - 2016–2016 Uğur Tütüneker - 2016–2017 Martin Rueda - 2017–2017 Maurizio Jacobacci - 2017–2019 Konrad Fünfstück - 2019–2020 Ciriaco Sforza - 2020–2021 Alex Frei - 2021–2024 Brunello Iacopetta - 2024– Marco Hämmerli |

## Vereinsstruktur und weitere Teams
Die erste Herrenmannschaft, das erste Frauenteam aber auch die Spitzennachwuchsteams sind in der FC Wil 1900 AG ausgegliedert. Die Aktiengesellschaft wurde am 23. Dezember 2005 gegründet. Die genaue Aktionärsstruktur ist unbekannt. Stand 2024 soll der ehemalige Präsident Roger Bigger noch etwa 10 % der Aktienanteile halten. Hauptaktionär der AG soll der Präsident Maurice Weber sein.

### Club2000
Der FC Wil hat eine Gönnervereinigung, den Club2000. Der Verein wurde 1994 gegründet. Seit seiner Gründung bis 2019 hatte die Vereinigung den FC Wil mit über 10 Millionen Franken unterstützt. Präsident ist der Treuhänder Manfred Raschle, der bei der Gründung des Club2000 selber noch in der ersten Mannschaft spielte. Raschle und ein weiteres Vorstandsmitglied der Gönnervereinigung sitzen im Vorstand der FC Wil 1900 AG.

### FC Wil 1900 U-20
Die zweite Mannschaft des FC Wil spielt in der fünfthöchsten Liga. Trainiert wird die Mannschaft seit 2018 vom ehemaligen Captain und Cupsieger Fabinho. 2018 gewann das Team den lokal bedeutenden Bazenheider Cup. Im Mai 2025 wurde angekündigt, die Mannschaft wieder der Breitensportabteilung zuzuteilen, unter Vorbehalt der Zustimmung des Schweizerischen Fussballverbands.

### FC Wil Futsal
Seit 2022 verfügt der FC Wil auch über eine Futsal-Mannschaft, welche in der höchsten Liga, der Swiss Futsal Premier League, spielt. Die Spiele absolviert die Mannschaft in der Lindenhof-Turnhalle in Wil. Das Team wurde 2015 gegründet und spielte vorher für den FC Uzwil.

### Nachwuchsspitzensport
Zusammen mit dem FC St. Gallen und weiteren Vereinen ist der FC Wil im Verbund «Future Champs Ostschweiz» engagiert. Der FC Wil übernimmt die Verantwortung für drei U-Mannschaften.

### Breitensport
Die Breitensportabteilung ist seit 2005 in einem separaten Verein organisiert und ist somit organisatorisch sowie finanziell klar von der Spitzensport AG getrennt. Im Verein gibt es mehrere aktive Teams, darunter auch Frauenteams, und weitere Juniorinnen und Junioren.

### Erstes Frauenteam
Das erste Frauenteam war bis zur Saison 2023/24 Teil des Breitensportvereins, stieg am Ende der Saison 2021/22 in die NLB auf und gewann zusätzlich die Meisterschaft der 1. Liga. In der Saison 2023/24 gewannen die Wilerinnen überraschend die NLB-Meisterschaft, schafften den Aufstieg allerdings nicht. In der Saison 2024/25 wären die Wilerinnen sportlich abgestiegen. Allerdings erfüllten gleich vier NLB-Clubs die Regularien bezüglich Frauennachwuchsteams nicht. So konnte der FC Wil in der NLB verbleiben.

## Vereinslogos

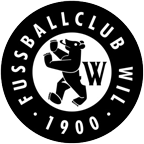
Ehemaliges Logo von 1942(?)–2001
Logo seit 2001
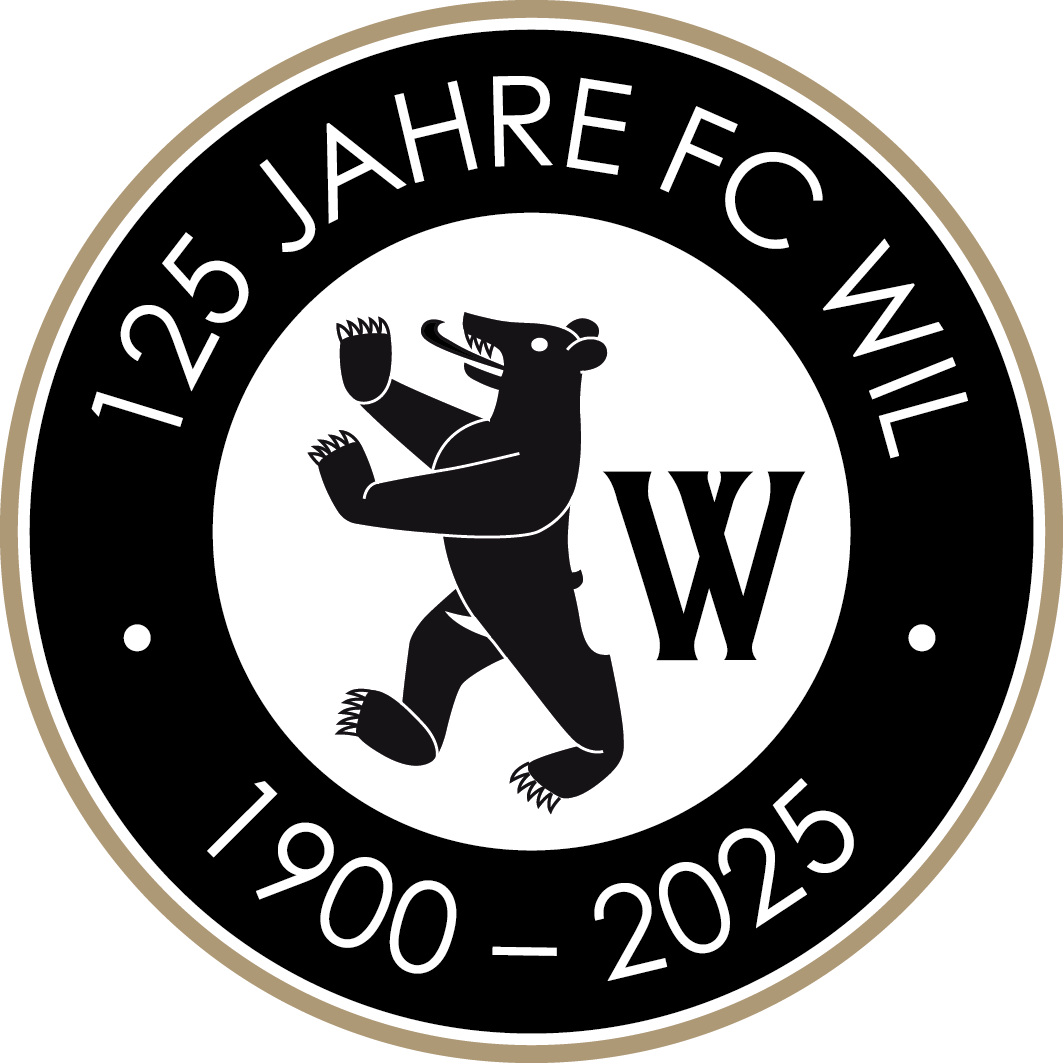
Jubiläumslogo für das Jahr 2025

## Ausrüster und Sponsoren
| Saison  | Sponsor                              | Ausrüster |
| ------- | ------------------------------------ | --------- |
| 1992/93 | F+B Strassenbau                      | Blacky    |
| 1993/94 | F+B Strassenbau                      | Lotto     |
| 2002/03 | Gate24                               | Adidas    |
| 2003/04 | Gate24                               | Adidas    |
| 2004/05 | Hans Eisenring Küchenbau             | Adidas    |
| 2005/06 | Hans Eisenring Küchenbau             | JAKO      |
| 2006/07 | Hans Eisenring Küchenbau             | JAKO      |
| 2007/08 | Falke                                | JAKO      |
| 2008/09 | Suttero                              | JAKO      |
| 2009/10 | Suttero                              | Nike      |
| 2010/11 | Hans Eisenring Küchenbau             | Nike      |
| 2011/12 | Hans Eisenring Küchenbau             | Nike      |
| 2012/13 | Hans Eisenring Küchenbau             | Nike      |
| 2013/14 | Polyrapid                            | Nike      |
| 2014/15 | Hans Eisenring Küchenbau             | Nike      |
| 2015/16 | Hans Eisenring Küchenbau             | Nike      |
| 2016/17 | Hans Eisenring Küchenbau             | Nike      |
| 2017/18 | Hans Eisenring Küchenbau             | Nike      |
| 2018/19 | Mahrberg Library                     | Erima     |
| 2019/20 | Mahrberg Library                     | Erima     |
| 2020/21 | Planet Pure                          | Erima     |
| 2021/22 | ImmoZins                             | Erima     |
| 2022/23 | W+P Weber und Partner / LIKA Group   | Erima     |
| 2023/24 | W+P Weber und Partner / LIKA Group   | Erima     |
| 2024/25 | W+P Weber und Partner / Nordstern AG | Adidas    |

## Trivia
- Seit 2002 ist das Lied «Hopp Wil» des Ostschweizer Schlagerduos Stixi & Sonja die Stadionhymne des FC Wil. 2016 wurde unter den türkischen Investoren eine neue Hymne gesucht. Dafür wurden eine Prämie von 5000 Franken und die Möglichkeit einer professionellen Aufnahme ausgelobt.[258] Auch Monate später war vom Verein immer noch kein Sieger des Wettbewerbs auserkoren. Der Verein bezeichnete den Entscheid als «hängig».[259] Seither äusserte sich der Verein nicht mehr öffentlich dazu. Stand 2024 bleibt das Lied von Stixi & Sonja weiterhin die Stadionhymne.
- Stadionsprecher des FC Wil ist der Journalist Simon Dudle, der seit 2021 Redaktionsleiter der Wiler Zeitung und des Toggenburger Tagblatts ist.[260] Er übt das Amt des Stadionsprechers seit etwa 2004 aus. Zwischen August 2016 und Juli 2017 übte er das Amt zwischenzeitlich nicht aus, weil er in seiner Doppelrolle als Sportjournalist gemäss Angaben der damaligen türkischen Führung des Vereins zu kritisch und unabhängig gewesen sei.[261]
- Im April 2021 spielte der FC Winterthur sechs Heimspiele im Wiler Bergholz. Eines davon spielten sie gegen den FC Wil. Die Wiler kamen somit zur kuriosen Lage, ein Auswärtsspiel im eigenen Stadion zu absolvieren. Sogar der legendäre Winterthurer Stadionspeaker Ruedi Kern wurde eingesetzt.[262]
- Der höchste Sieg des FC Wil ist gemäss Aufzeichnungen nicht das 11:3 gegen den FC St. Gallen, sondern die Partie Wil gegen Gossau im September 1996 in der damaligen Nationalliga B, das die Wiler mit 10:1 gewannen.[263] Zur Pause hatte es gerade noch 2:1 gestanden.[264]
- Gemäss Aufzeichnungen ist Silvio mit 219 Spielen sowie 57 Toren sowohl Rekordspieler als auch Rekordtorschütze. Seit 2023 ist Silvio auch auf der Glasbalustrade auf der Haupttribüne des Stadions verewigt.[265]
- Seit 2018 hat der FC Wil ein Maskottchen, einen Bär, der «Willy» heisst.[266] Frederic Härri bezeichnete 2025 das Maskottchen in der Aargauer Zeitung als einen «schwarze[n] Bär mit unverwüstlich hoffnungsvollem Grinsen».[267]
- Im August 1932 beschwerte sich die Marianische Jünglingskongregation Wil darüber, dass auf dem Sportplatz Lindengut an der Toggenburgstrasse «nur in Fussballhosen, ohne Hemd gespielt werde.» Der Gemeinderat stellte in seinem Protokoll fest, dass es sich «nicht um einen öffentlichen Platz, sondern um einen, vom Fussballklub gemieteten Sportplatz handelt und dass keine gesetzliche Handhabe besteht, ein bezügliches Verbot zu erlassen.» Dennoch beschloss der Gemeinderat den FC Wil zu ersuchen «im Interesse der Erhaltung der Sympathien [...] dafür zu sorgen, dass für weitere derartige Klagen, künftighin keine Veranlassung mehr besteht.»[268] Im Gemeinderatsprotokoll vom 30. September 1932 findet sich weiter folgende Anmerkung: «Der Fussballklub Wil lässt sich unterm 26. September zur seinerzeitigen Reklamation betreffend Bekleidung der Spieler vernehmen und gibt gleichzeitig Kenntnis von seiner Verfügung, dass künftighin auch an Uebungsabenden nicht mehr ohne Hemd gespielt werden dürfe. Der Gemeinderat nimmt hievon Vormerkung.»[269]
- Im Frühjahr 2003 gab der FC Wil einen Erotikkalender heraus, um die strapazierten Clubfinanzen durch den Hafen-Skandal zu entlasten. Der damalige Stadtpfarrer Meinrad Gämperli liess sich zitieren, dass seiner Ansicht nach die Spieler «als Sexwerbeträger» missbraucht werden würden.[270]